# Lista de códigos de região FIPS (A-C)
Esta é uma lista da FIPS 10-4 a região codifica de A-C, usando um formato de nome padronizado, e o cross-linking para artigos.
A lista da FISP 10-4 foi publicada pela NIST em 2 de setembro de 2008.

## AC:Antigua e Barbuda
- AC01: Barbuda dependência
- AC03: Saint George paróquia
- AC04: Saint John paróquia
- AC05: Saint Mary paróquia
- AC06: Saint Paul paróquia
- AC07: Saint Peter paróquia
- AC08: Saint Philip paróquia
- AC09: Redonda dependência

## AE:Emirados Árabes Unidos
- AE01: Abū Z̧aby Emirado
- AE02: `Ajmān Emirado
- AE03: Dubayy Emirado
- AE04: Al Fujayrah Emirado
- AE05: Ra's al Khaymah Emirado
- AE06: Ash Shāriqah Emirado
- AE07: Umm al Qaywayn Emirado

## AF:Afeganistão
- AF01: Badakhshan (província)
- AF02: Badghis (província)
- AF03: Baghlan (província)
- AF05: Bamiyan (província)
- AF06: Farah (província)
- AF07: Faryab (província)
- AF08: Ghazni (província)
- AF09: Ghor (província)
- AF10: Helmand (província)
- AF11: Herat (província)
- AF13: Kabul (província)
- AF14: Kapisa (província)
- AF17: Lowgar (província)
- AF18: Nangarhar (província)
- AF19: Nimruz (província)
- AF23: Candaar (província)
- AF24: Konduz (província)
- AF26: Takhar (província)
- AF27: Vardak (província)
- AF28: Zabol (província)
- AF29: Paktika (província)
- AF30: Balkh (província)
- AF31: Jowzjan (província)
- AF32: Samangan (província)
- AF33: Sar-e Pol (província)
- AF34: Konar (província)
- AF35: Laghman (província)
- AF36: Paktia (província)
- AF37: Khost (província)
- AF38: Nurestan (província)
- AF39: Oruzgan (província)
- AF40: Parvan (província)
- AF41: Daykundi (província)
- AF42: Panjshir (província)

## AG:Argélia
- AG01: Argel
- AG03: Batna
- AG04: Constantina
- AG06: Médéa
- AG07: Mostaganém
- AG09: Orão
- AG10: Saïda
- AG12: Sétif
- AG13: Tiaret
- AG14: Tizi Ouzou
- AG15: Tlemecém
- AG18: Bugia
- AG19: Biskra
- AG20: Blida
- AG21: Bouira
- AG22: Djelfa
- AG23: Guelma
- AG24: Jijel
- AG25: Laghouat
- AG26: Muaskar
- AG27: M'Sila
- AG29: Oum el Bouaghi
- AG30: Sidi Bel Abbès
- AG31: Skikda
- AG33: Tébessa
- AG34: Adrar
- AG35: Aïn Defla
- AG36: Aïn Temouchent
- AG37: Annaba
- AG38: Béchar
- AG39: Bordj Bou Arréridj
- AG40: Boumerdes
- AG41: Chlef
- AG42: El Bayadh
- AG43: El Oued
- AG45: Ghardaïa
- AG46: Illizi
- AG47: Khenchela
- AG48: Mila
- AG49: Naama
- AG50: Ouargla
- AG51: Relizane
- AG52: Souk Ahras
- AG53: Tamanghasset
- AG54: Tindouf
- AG55: Tipaza
- AG56: Tissemsilt

## AJ:Azerbaijão
- AJ01: Abşeron Rayon
- AJ02: Ağcabǝdi Rayon
- AJ03: Ağdam Rayon
- AJ04: Ağdaş Rayon
- AJ05: Ağstafa Rayon
- AJ06: Ağsu Rayon
- AJ07: Əli Bayramlı Şǝhǝri
- AJ08: Astara Rayon
- AJ09: Bakı Şähäri
- AJ10: Balakǝn Rayon
- AJ11: Bǝrdǝ Rayon
- AJ12: Beylǝqan Rayon
- AJ13: Biläsuvar Rayon
- AJ14: Cǝbrayıl Rayon
- AJ15: Cǝlilabad Rayon
- AJ16: Daşkǝsǝn Rayon
- AJ17: Dǝvǝçi Rayon
- AJ18: Füzuli Rayon
- AJ19: Gǝdǝbǝy Rayon
- AJ20: Gǝncǝ Şǝhǝri
- AJ21: Goranboy Rayon
- AJ22: Göyçay Rayon
- AJ23: Hacıqabul Rayon
- AJ24: İmişli Rayon
- AJ25: İsmayıllı Rayon
- AJ26: Kǝlbǝcǝr Rayon
- AJ27: Kürdämir Rayon
- AJ28: Laçın Rayon
- AJ29: Lǝnkǝran Rayon
- AJ30: Lǝnkǝran Şǝhǝri Rayon
- AJ31: Lerik Rayon, Azerbaijan
- AJ32: Masallı Rayon
- AJ33: Mingǝcevir Şǝhǝri City
- AJ34: Naftalan Şǝhǝri
- AJ35: Naquichevão, República Autónoma
- AJ36: Neftçala Rayon
- AJ37: Oğuz Rayon
- AJ38: Qǝbǝlǝ Rayon
- AJ39: Qax Rayon
- AJ40: Qazax Rayon
- AJ41: Qobustan Rayon
- AJ42: Quba Rayon
- AJ43: Qubadlı Rayon
- AJ44: Qusar Rayon
- AJ45: Saatlı Rayon
- AJ46: Sabirabad Rayon
- AJ47: Şǝki Rayon
- AJ48: Şǝki Şǝhǝri
- AJ49: Salyan Rayon
- AJ50: Şamaxı Rayon
- AJ51: Şǝmkir Rayon
- AJ52: Samux Rayon
- AJ53: Siyǝzǝn Rayon
- AJ54: Sumqayıt Şǝhǝri
- AJ55: Şuşa Rayon
- AJ56: Şuşa Şǝhǝri
- AJ57: Tǝrtǝr Rayon
- AJ58: Tovuz Rayon
- AJ59: Ucar Rayon
- AJ60: Xaçmaz Rayon
- AJ61: Xankǝndi Şǝhǝri City
- AJ62: Goygol Rayon, antiga Xanlar Rayon
- AJ63: Xızı Rayon
- AJ64: Xocalı Rayon
- AJ65: Xocavǝnd Rayon
- AJ66: Yardımlı Rayon
- AJ67: Yevlax Rayon
- AJ68: Yevlax Rayon
- AJ69: Zǝngilan Rayon
- AJ70: Zaqatala Rayon
- AJ71: Zardab Rayon

## AL:Albânia
- AL40: Berat (prefeitura)
- AL41: Dibër (prefeitura)
- AL42: Durrës (prefeitura)
- AL43: Elbasan (prefeitura)
- AL44: Fier (prefeitura)
- AL45: Gjirokastër (prefeitura)
- AL46: Korçë (prefeitura)
- AL47: Kukës (prefeitura)
- AL48: Lezhë (prefeitura)
- AL49: Shkodër (prefeitura)
- AL50: Tirana (prefeitura)
- AL51: Vlorë (prefeitura)

## AM:Armênia
- AM01: Aragatsotn
- AM02: Ararate (província)
- AM03: Armavir (província)
- AM04: Guelarcunique
- AM05: Cotaique
- AM06: Lorri
- AM07: Xiraque
- AM08: Siunique
- AM09: Tavuxe
- AM10: Vaiose Zor
- AM11: Erevã

## AN:Andorra
- AN02: Canillo paróquia
- AN03: Encamp paróquia
- AN04: La Massana paróquia
- AN05: Ordino paróquia
- AN06: Sant Julià de Lòria paróquia
- AN07: Andorra la Vella paróquia
- AN08: Escaldes-Engordany paróquia

## AO:Angola
- AO01: Benguela
- AO02: Bié
- AO03: Cabinda
- AO04: Cuando-Cubango
- AO05: Cuanza Norte
- AO06: Cuanza Sul
- AO07: Cunene
- AO08: Huambo
- AO09: Huíla
- AO10: Luanda
- AO12: Malanje
- AO13: Namibe
- AO14: Moxico
- AO15: Uíge
- AO16: Zaire
- AO17: Lunda-Norte
- AO18: Lunda-Sul
- AO19: Bengo

## AR:Argentina
- AR01: Buenos Aires (província)
- AR02: Catamarca
- AR03: Chaco
- AR04: Chubut
- AR05: Córdova
- AR06: Corrientes
- AR07: Distrito Federal, Argentina
- AR08: Entre Ríos
- AR09: Formosa
- AR10: Jujuy
- AR11: La Pampa
- AR12: La Rioja
- AR13: Mendoza
- AR14: Misiones
- AR15: Neuquén
- AR16: Río Negro
- AR17: Salta
- AR18: San Juan
- AR19: San Luis
- AR20: Santa Cruz
- AR21: Santa Fe
- AR22: Santiago del Estero
- AR23: Terra do Fogo, Antártida e Ilhas do Atlântico Sul
- AR24: Tucumán

## AS:Austrália
- AS01: Território da Capital Australiana
- AS02: Nova Gales do Sul (estado)
- AS03: Território do Norte
- AS04: Queensland (estado)
- AS05: Austrália Meridional (estado)
- AS06: Tasmânia (estado)
- AS07: Victoria (estado)
- AS08: Austrália Ocidental (estado)

## AU:Áustria
- AU01: Burgenland (estado)
- AU02: Kärnten (estado)
- AU03: Niederösterreich (estado)
- AU04: Oberösterreich (stado)
- AU05: Salzburg (stado)
- AU06: Steiermark (estado)
- AU07: Tirol (estado)
- AU08: Vorarlberg (estado)
- AU09: Wien (estado)

## BA:Barém
- BA01: Al Ḩadd
- BA02: Al Manamah
- BA03: Al Muharraq
- BA05: Jidd Hafs
- BA06: Sitrah
- BA07: Ar Rifa' wa al Mintaqah al Janubiyah
- BA08: Al Mintaqah al Gharbiyah
- BA09: Juzur Hawar
- BA10: Al Mintaqah al Shamaliyah
- BA11: Al Wusta
- BA12: Madinat 'Isa
- BA13: Madinat Hamad

## BB:Barbados
- BB01: Christ Church
- BB02: Saint Andrew
- BB03: Saint George
- BB04: Saint James
- BB05: Saint John
- BB06: Saint Joseph
- BB07: Saint Lucy
- BB08: Saint Michael
- BB09: Saint Peter
- BB10: Saint Philip
- BB11: Saint Thomas

## BC:Botswana
- BC01: Central
- BC03: Ghanzi
- BC04: Kgalagadi
- BC05: Kgatleng
- BC06: Kweneng
- BC08: Nordeste
- BC09: Sudeste
- BC10: Sul
- BC11: Noroeste

## BD:Bermudas
- BD01: Devonshire (paróquia)
- BD02: Hamilton (paróquia)
- BD03: Hamilton (cidade)
- BD04: Paget (paróquia)
- BD06: Saint George (cidade)
- BD07: Saint George (paróquia)
- BD08: Sandys (paróquia)
- BD09: Smith (paróquia)
- BD11: Warwick (paróquia)

## BE:Bélgica
- BE01: Antuérpia
- BE02: Brabant-> dividido entre BE10 e BE12
- BE03: Hainaut
- BE04: Liège
- BE05: Limburgo
- BE06: Luxemburgo
- BE07: Namur
- BE08: Flandres Oriental
- BE09: Flandres Ocidental
- BE10: Brabante Valão
- BE11: Região de Bruxelas-Capital
- BE12: Brabante Flamengo

## BF:Bahamas
- BF05: Bimini
- BF06: Ilha Cat
- BF10: Exuma
- BF13: Inagua
- BF15: Long Island
- BF16: Mayaguana
- BF18: Ragged Island
- BF22: Harbour Island
- BF23: New Providence
- BF24: Ilhas Acklins e Crooked
- BF25: Freeport
- BF26: Fresh Creek
- BF27: Governor's Harbour
- BF28: Green Turtle Cay
- BF29: High Rock
- BF30: Kemps Bay
- BF31: Marsh Harbour
- BF32: Ilhas Nichollstown e Berry
- BF33: Rock Sound
- BF34: Sandy Point
- BF35: San Salvador e Rum Cay

## BG:Bangladesh
- BG81: Daca (divisão)
- BG82: Khulna (divisão)
- BG83: Rājshāhi (divisão)
- BG84: Chatigão (divisão)
- BG85: Barisāl (divisão)
- BG86: Sylhet (divisão)

## BH:Belize
- BH01: Belize (distrito)
- BH02: Cayo
- BH03: Corozal
- BH04: Orange Walk
- BH05: Stann Creek
- BH06: Toledo

## BK:Bósnia e Herzegovina
- BK01: Federacija Bosne i Hercegovine, Bósnia e Herzegovina
- BK02: Republika Srpska Distrito Supervisionado Internacionalmente, Bósnia e Herzegovina

## BL:Bolívia
- BL01: Chuquisaca departamento
- BL02: Cochabamba departamento
- BL03: Beni departamento
- BL04: La Paz departamento
- BL05: Oruro departamento
- BL06: Pando departamento
- BL07: Potosí departamento
- BL08: Santa Cruz departamento
- BL09: Tarija departamento

## BM:Birmânia(Myanmar)
- BM01: Rakhine (estado)
- BM02: Chin (estado)
- BM03: Ayeyarwady (divisão)
- BM04: Kachin (estado)
- BM05: Kayin (estado)
- BM06: Kayah (estado)
- BM08: Mandalay (divisão)
- BM10: Sagaing (divisão)
- BM11: Shan (estado)
- BM12: Tanintharyi (divisão)
- BM13: Mon (estado)
- BM15: Magway (divisão)
- BM16: Bago (divisão)
- BM17: Yangon (divisão)

## BN:Benim
- BN07: Alibori departamento
- BN08: Atakora departamento
- BN09: Atlantique departamento
- BN10: Borgou departamento
- BN11: Collines departamento
- BN12: Kouffo departamento
- BN13: Donga departamento
- BN14: Littoral departamento
- BN15: Mono departamento
- BN16: Ouémé departamento
- BN17: Plateau (Benim) departamento
- BN18: Zou departamento

## BO: BelarusBielorrússia
- BO01: Brest (província)
- BO02: Homye (província)
- BO03: Hrodna (província)
- BO04: Mahilou (província)
- BO06: Minsk (voblast)
- BO07: Viciebsk (província)

## BP:Ilhas Salomão
- BP00: Província Central (Ilhas Salomão)
- BP10: Província Central (Ilhas Salomão)
- BP11: Província Ocidental (Ilhas Salomão)
- BP12: Choiseul (província)
- BP13: Rennell e Bellona (província)

## BR:Brasil
- BR01: Acre Estado
- BR02: Alagoas Estado
- BR03: Amapá Estado
- BR04: Amazonas Estado
- BR05: Bahia Estado
- BR06: Ceará Estado
- BR07: Distrito Federal Distrito Federal
- BR08: Espírito Santo Estado
- BR11: Mato Grosso do Sul Estado
- BR13: Maranhão Estado
- BR14: Mato Grosso Estado
- BR15: Minas Gerais Estado
- BR16: Pará Estado
- BR17: Paraíba Estado
- BR18: Paraná Estado
- BR20: Piauí Estado
- BR21: Rio de Janeiro Estado
- BR22: Rio Grande do Norte Estado
- BR23: Rio Grande do Sul Estado
- BR24: Rondônia Estado
- BR25: Roraima Estado
- BR26: Santa Catarina Estado
- BR27: São Paulo Estado
- BR28: Sergipe Estado
- BR29: Goiás Estado
- BR30: Pernambuco Estado
- BR31: Tocantins Estado

## BT:Butão
- BT05: Bumthang distrito
- BT06: Chhukha distrito
- BT07: Tsirang (Chirang) distrito
- BT08: Dagana distrito
- BT09: Sarpang (Geylegphug) distrito
- BT10: Haa (Ha) distrito
- BT11: Lhuntse (Lhuntshi) distrito
- BT12: Mongar distrito
- BT13: Paro distrito
- BT14: Pemagatshel (Pemagatsel) distrito
- BT15: Punakha distrito
- BT16: Samtse (Samchi) distrito
- BT17: Samdrup Jongkhar distrito
- BT18: Zhemgang (Shemgang) distrito
- BT19: Trashigang (Tashigang) distrito
- BT20: Thimphu distrito
- BT21: Trongsa distrito
- BT22: Wangdue Phodrang (Wangdi Phodrang) distrito

## BU:Bulgária
- BU38: Blagoevgrad (província) Óblast
- BU39: Burgas (província)
- BU40: Dobrich (província)
- BU41: Gabrovo (província)
- BU42: Sofiya-Grad província
- BU43: Haskovo (província)
- BU44: Kardzhali (província)
- BU45: Kyustendil (província)
- BU46: Lovech (província)
- BU47: Montana (província)
- BU48: Pazardzhik (província)
- BU49: Pernik (província)
- BU50: Pleven (província)
- BU51: Plovdiv (província)
- BU52: Razgrad (província)
- BU53: Ruse (província)
- BU54: Shumen (província)
- BU55: Silistra (província)
- BU56: Sliven (província)
- BU57: Smolyan (província)
- BU58: Sofia (província)
- BU59: Stara Zagora (província)
- BU60: Targovishte (província)
- BU61: Varna (província)
- BU62: Veliko Tarnovo (província)
- BU63: Vidin (província)
- BU64: Vratsa (província)
- BU65: Yambol (província)

## BY:Burundi
- BY02: Bujumbura Rural
- BY09: Bubanza
- BY10: Bururi
- BY11: Cankuzo
- BY12: Cibitoke
- BY13: Gitega
- BY14: Karuzi
- BY15: Kayanza
- BY16: Kirundo
- BY17: Makamba
- BY18: Muyinga
- BY19: Ngozi
- BY20: Rutana
- BY21: Ruyigi

## CA:Canadá
- CA01: Alberta
- CA02: Columbia Britânica
- CA03: Manitoba
- CA04: Nova Brunswick
- CA05: Terra Nova e Labrador
- CA07: Nova Escócia
- CA08: Ontário
- CA09: Ilha do Príncipe Eduardo
- CA10: Quebec
- CA11: Saskatchewan
- CA12: Yukon
- CA13: Territórios do Norte
- CA14: Nunavut

## CB:Camboja
- CB00: Banteay Meanchey
- CB01: Battambang
- CB02: Kampong Cham
- CB03: Kampong Chhnang
- CB04: Kampong Speu
- CB05: Kampong Thom
- CB06: Kampot
- CB07: Kandal
- CB08: Koh Kong
- CB09: Kratié
- CB10: Mondol Kiri
- CB12: Pursat
- CB13: Preah Vihear
- CB14: Prey Veng
- CB15: Ratanak Kiri
- CB16: Siem Reap
- CB17: Stung Treng
- CB18: Svay Rieng
- CB19: Takéo

## CD:Chade
- CD01: Batha Prefeitura
- CD02: Biltine
- CD03: Borkou-Ennedi-Tibesti
- CD04: Chari-Baguirmi
- CD05: Guéra
- CD06: Kanem
- CD07: Lac
- CD08: Logone Occidental
- CD09: Logone Oriental
- CD10: Mayo-Kébbi
- CD11: Moyen-Chari
- CD12: Ouaddaï
- CD13: Salamat
- CD14: Tandjilé

## CE:Sri Lanka
- CE01: Amparai (distrito)
- CE02: Anuradhapura (distrito)
- CE03: Badulla (distrito)
- CE04: Batticaloa (distrito)
- CE06: Galle (distrito)
- CE07: Hambantota (distrito)
- CE09: Kalutara (distrito)
- CE10: Kandy (distrito)
- CE11: Kegalla (distrito)
- CE12: Kurunegala (distrito)
- CE14: Matale (distrito)
- CE15: Matara (distrito)
- CE16: Moneragala (distrito)
- CE17: Nuwara Eliya (distrito)
- CE18: Polonnaruwa (distrito)
- CE19: Puttalam (distrito)
- CE20: Ratnapura (distrito)
- CE21: Trincomalee (distrito)
- CE23: Colombo (distrito)
- CE24: Gampaha (distrito)
- CE25: Jaffna (distrito)
- CE26: Mannar (distrito)
- CE27: Mullaittivu (distrito)
- CE28: Vavuniya (distrito)
- CE29: Central
- CE30: Centro-Norte
- CE31: Nordeste
- CE32: Noroeste
- CE33: Sabaragamuwa
- CE34: Sul
- CE35: Uva
- CE36: Oeste

## CF:Congo
- CF01: Bouenza Região
- CF04: Kouilou
- CF05: Lékoumou
- CF06: Likouala
- CF07: Niari
- CF08: Plateaux
- CF10: Sangha
- CF11: Pool
- CF12: Brazzaville
- CF13: Cuvette
- CF14: Cuvette-Ouest

## CG:República Democrática do Congo
- CG01: Bandundu província
- CG02: Equateur província
- CG03: Kasaï Ocidental província
- CG04: Kasaï Oriental província
- CG05: Katanga província
- CG06: Kinshasa província
- CG07: Kivu província
- CG08: Bas-Congo província
- CG09: Orientale província
- CG10: Maniema província
- CG11: Nord-Kivu província
- CG12: Sud-Kivu província

## CH:China
- CH01: Anhui
- CH02: Zhejiang
- CH03: Jiangxi
- CH04: Jiangsu
- CH05: Jilin
- CH06: Qinghai
- CH07: Fujian
- CH08: Heilongjiang
- CH09: Henan
- CH10: Hebei
- CH11: Hunan
- CH12: Hubei
- CH13: Xinjiang região autônoma
- CH14: Tibet (Xizang) região autônoma
- CH15: Gansu
- CH16: Guangxi região autônoma
- CH18: Guizhou
- CH19: Liaoning
- CH20: Nei Mongo região autônoma
- CH21: Ningxia região autônoma
- CH22: Beijing município
- CH23: Shanghai município
- CH24: Shanxi
- CH25: Shandong
- CH26: Shaanxi
- CH28: Tianjin município
- CH29: Yunnan
- CH30: Guangdong
- CH31: Hainan
- CH32: Sichuan
- CH33: Chongqing município

## CI:Chile
- CI01: Região de Valparaíso
- CI02: Região de Aisén
- CI03: Região de Antofagasta
- CI04: Região de Araucanía
- CI05: Região de Atacama
- CI06: Região de Bío-Bío
- CI07: Região de Coquimbo
- CI08: Região de O'Higgins
- CI09: Região de Los Lagos
- CI10: Magalhães e Antártica
- CI11: Região de Maule
- CI12: Região Metropolitana de Santiago
- CI13: Região de Tarapacá

## CM:Camarões
- CM04: Leste região
- CM05: Litoral região
- CM07: Noroeste região
- CM08: Oeste região
- CM09: Sudoeste região
- CM10: Adamawa região
- CM11: Centro região
- CM12: Extremo Norte região
- CM13: Norte região
- CM14: Sul região

## CN:Comores
- CN01: Ilha Anjouan autônoma
- CN02: Grande Comore é a principal ilha do arquipélago das Comores
- CN03: Ilha Mohéli

## CO:Colômbia
- CO01: Amazonas (Colômbia) Departamento
- CO02: Antioquia (departamento)
- CO03: Arauca (departamento)
- CO04: Atlántico (departamento)
- CO05: Bolívar (departamento)
- CO06: Boyacá (departamento)
- CO07: Caldas (departamento)
- CO08: Caquetá (departamento)
- CO09: Cauca (departamento)
- CO10: Cesar (departamento)
- CO11: Chocó (departamento)
- CO12: Córdoba (departamento)
- CO14: Guaviare (departamento)
- CO15: Guainía (departamento)
- CO16: Huila (departamento)
- CO17: Guajira (departamento)
- CO18: Magdalena (departamento)
- CO19: Meta (departamento)
- CO20: Nariño (departamento)
- CO21: Norte de Santander
- CO22: Putumayo (departamento)
- CO23: Quindío (departamento)
- CO24: Risaralda (departamento)
- CO25: San Andrés e Providencia
- CO26: Santander (departamento)
- CO27: Sucre (departamento)
- CO28: Tolima (departamento)
- CO29: Valle del Cauca
- CO30: Vaupés (departamento)
- CO31: Vichada (departamento)
- CO32: Casanare (departamento)
- CO33: Cundinamarca (departamento)
- CO34: Bogotá Distrito Capital

## CS:Costa Rica
- CS01: Alajuela (província da Costa Rica)
- CS02: Cartago (província da Costa Rica)
- CS03: Guanacaste (província da Costa Rica)
- CS04: Heredia (província da Costa Rica)
- CS06: Limón (província da Costa Rica)
- CS07: Puntarenas (província da Costa Rica)
- CS08: San José (província da Costa Rica)

## CT:República Centro-Africana
- CT01: Bamingui-Bangoran prefeitura
- CT03: Haute-Kotto prefeitura
- CT04: Mambéré-Kadéï prefeitura
- CT05: Haut-Mbomou prefeitura
- CT06: Kémo prefeitura
- CT07: Lobaye prefeitura
- CT08: Mbomou prefeitura
- CT09: Nana-Mambéré prefeitura
- CT11: Ouaka prefeitura
- CT12: Ouham prefeitura
- CT13: Ouham-Pendé prefeitura
- CT14: Vakaga prefeitura
- CT15: Basse-Kotto prefeitura
- CT16: Sangha-Mbaéré Economic prefeitura
- CT17: Ombella-Mpoko prefeitura
- CT18: Bangui comuna

## CU:Cuba
- CU01: Pinar del Río (província)
- CU02: Ciudad de La Habana (província)
- CU03: Matanzas (província)
- CU04: Isla de la Juventud Município especial
- CU05: Camagüey (província)
- CU07: Ciego de Ávila (província)
- CU08: Cienfuegos (província)
- CU09: Granma (província)
- CU10: Guantánamo (província)
- CU11: La Habana (província) Capital Havana
- CU12: Holguín (província)
- CU13: Las Tunas (província)
- CU14: Sancti Spíritus (província)
- CU15: Santiago de Cuba (província)
- CU16: Villa Clara (província)

## CV:Cabo Verde
- CV17: São Domingos (Santiago) Município

## CY:Chipre
- CY01: Famagusta (distrito)
- CY02: Cirénia (distrito)
- CY03: Lárnaca (distrito)
- CY04: Nicósia (distrito)
- CY05: Limassol (distrito)
- CY06: Pafos (distrito)